# Hypsibius macrocalcaratus
Hypsibius macrocalcaratus är en djurart som tillhör fylumet trögkrypare, och som beskrevs av Clark Beasley 1988. Hypsibius macrocalcaratus ingår i släktet Hypsibius och familjen Hypsibiidae. Inga underarter finns listade i Catalogue of Life.